# Émile Biayenda
Émile Biayenda, kongoški duhovnik, škof in kardinal, * 1927, Mpongala, † 23. marec 1977.

## Življenjepis
26. oktobra 1958 je prejel duhovniško posvečenje.
7. marca 1970 je bil imenovan za sonadškofa Brazzavilla in za naslovnega nadškofa Garbe; 17. maja istega leta je prejel škofovsko posvečenje. 14. junija 1971 je nasledil nadškofovski položaj.
5. marca 1973 je bil povzdignjen v kardinala in imenovan za kardinal-duhovnika S. Marco in Agro Laurentino.